# Лова Головтчинер
Лова Головтчінер (народився 1938, Женева) — письменник, комік, актор і драматург з кантону Во.

## Біографія
Лова Головтчінер здобув освіту в Женеві, а потім здобув ступінь з літератури в Лозаннському університеті, де керував університетським театром.
1962 року він заснував трупу «Boulimie». Їхня перша вистава на Національній виставці 1964 року мала великий успіх. У лютому 1970 року він, разом зі своєю дружиною Мартін Жаннере та Самі Бенджаміном, відкрив Театр Булімі в Лозанні. Репертуар театру переважно складався з комедійних постановок, що включали сатиричні скетчі, написані Головтчінером на актуальні події.
Творчість
Лова Головтчінер — плідний автор, який створив сотні скетчів, численні статті, значну кількість радіопрограм, зокрема «Тартін», а також незліченні виступи на Швейцарському романському телебаченні, такі як «Le Fond de la corbeille»(Дно кошика). Він також є автором кількох книг.
Він також брав участь у щоденних трансляціях на Radio Suisse Romande:
«На задньому плані ліворуч» (À l'arrière, à gauche).
З 1976 року — «Cinq sur cinq» (П'ять з п'яти), яку вів разом із Жаном-Шарлем Сімоном, Патріком Лаппом та Емілем Гардазом.

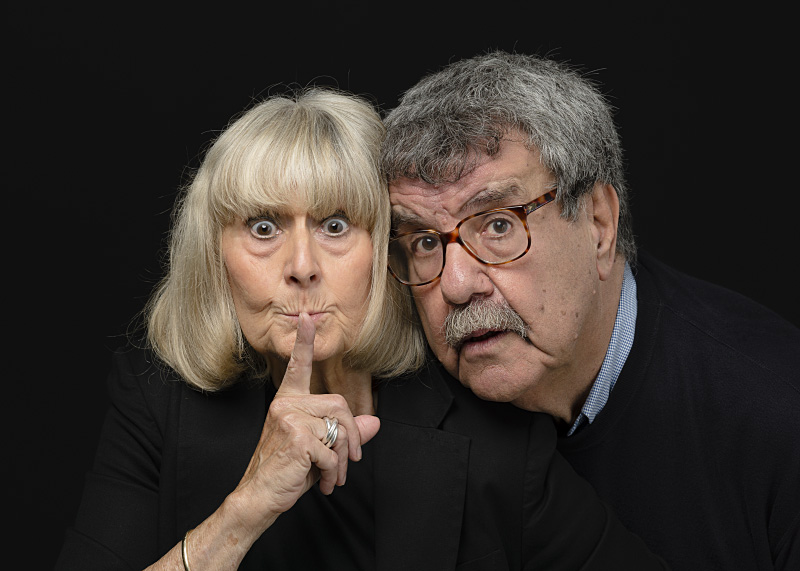
Лова Головчінер і Мартін Жаннере в 2015 році

У жовтні 2021 року він разом зі своєю партнеркою Мартін Жаннере отримав Гран-прі від Фонду культури Во .

## Твори
- Я люблю тебе
- 30 років фірми: Театр Булімі, 1970-2000, Лозанна, 2000
- Повний газ, Лозанна, 2002
- Ми ніщо.: Ла Тартін Булімі 82-90
- Легенди на площі, Лозанна, 1966